# 曼马德
曼马德（Manmad），是印度马哈拉施特拉邦Nashik县的一个城镇。总人口72412（2001年）。

## 人口
该地2001年总人口72412人，其中男性37007人，女性35405人；0—6岁人口9232人，其中男4802人，女4430人；识字率74.85%，其中男性为80.85%，女性为68.59%。